# Alex Coomber
Alexandra "Alex" Coomber, född Alexandra Hamilton den 28 december 1973, är en brittisk skeletonåkare som tävlade under det sena 1990-talet och det tidiga 2000-talet. Hon vann bronsmedaljen i damernas skeleton vid OS 2002 i Salt Lake City, hon tävlade med en skadad vrist som hon hade skadat 10 dagar före träningen. 
Coomber, som gifte sig 2000, har många rekord inom skeleton, hon vann de första brittiska mästerskapen som hon ställde upp i, och var oslagen i alla andra brittiska mästerskap. Hon vann världscupen i skeleton tre säsonger i rad (1999/2000, 2000/2001, 2001/2002), ett rekord som finns med i Guinness rekordbok. 